# Orthochtha rosacea
Orthochtha rosacea är en insektsart som först beskrevs av Walker, F. 1871.  Orthochtha rosacea ingår i släktet Orthochtha och familjen gräshoppor. Inga underarter finns listade i Catalogue of Life.